# Tomoyasu Andō
Tomoyasu Andō (jap. 安藤 智安, Andō Tomoyasu; * 23. Mai 1974 in der Präfektur Shizuoka) ist ein ehemaliger japanischer Fußballspieler.

## Karriere
Andō erlernte das Fußballspielen in der Schulmannschaft der Shimizu Commercial High School und der Universitätsmannschaft der Komazawa-Universität. Seinen ersten Vertrag unterschrieb er 1997 bei den Urawa Reds. Der Verein spielte in der höchsten Liga des Landes, der J1 League. Im September 1997 wurde er an dem Ligakonkurrenten Avispa Fukuoka ausgeliehen. Für den Verein absolvierte er sieben Erstligaspiele. 1998 kehrte er zu den Urawa Reds zurück. Am Ende der Saison 1999 stieg der Verein in die J2 League ab. 2000 wurde er mit dem Verein Vizemeister der J2 League und stieg wieder in die J1 League auf. Für den Verein absolvierte er 10 Erstligaspiele. Im Juli 2002 wechselte er zum Zweitligisten Omiya Ardija. 2004 wurde er mit dem Verein Vizemeister der J2 League und stieg in die J1 League auf. Für den Verein absolvierte er 56 Spiele. Ende 2006 beendete er seine Karriere als Fußballspieler.

## Erfolge
Urawa Reds
- J.League Cup

Finalist: 2002